# Ordine di Temasek
L'Ordine di Temasek è il secondo degli ordini cavallereschi in ordine di importanza concesso dal governo di Singapore.

## Storia
L'Ordine venne istituito nel 1962 per celebrare quanti si fossero distinti a favore dello stato con opere civili o militari. Originariamente, l'ordine era riservato unicamente ai cittadini di Singapore, ma in particolari circostanze vennero ammessi anche i non-singaporesi purché in possesso di particolari qualità.

## Classi
L'Ordine dispone delle seguenti classi di benemerenza:
- Membro di I Classe
- Membro di II Classe
- Membro di III Classe

## Insegne
- La medaglia dell'ordine consiste in una stella a cinque punte con una corona d'alloro attorno. Al centro la stella riporta un medaglione smaltato di bianco con impresso lo stemma di Singapore circondato da un anello smaltato di rosso con in oro la scritta "DARJAH UTAMA TEMASEK". Il retro riporta una mezzaluna dorata con cinque stelle
- La stella riprende le medesime decorazioni della medaglia, ma è montata su una stella raggiante argentea.
- Il nastro era fino al 1996, rosso con una striscia bianca al centro e quattro piccole ai lati del medesimo colore, dal 1996 è rosso con una striscia bianca al centro e due piccole ai lati del medesimo colore.

## Insigniti notabili
- Lim Kim San, Primo Ministro di Singapore, I Classe - 1962
- Elisabetta II del Regno Unito, I Classe - 1972
- S. Rajaratnam, Primo Ministro di Singapore, I Classe - 1990
- Wee Kim Wee, Presidente di Singapore, I Classe - 1992
- Yong Pung How, Capo di Giustizia della Suprema Corte di Singapore, I Classe - 1999
- S. Dhanabalan,  politico, II Classe - 2007
- Chan Sek Keong, Capo di Giustizia della Suprema Corte di Singapore, II Classe - 2008